# Kỳ thị xã hội đối với béo phì
Kỳ thị xã hội đối với béo phì là thiên kiến hoặc hành vi phân biệt đối xử nhắm vào những người thừa cân và béo phì vì cân nặng và tỷ lệ mỡ cơ thể ở mức cao của họ. Kỳ thị xã hội như vậy có thể kéo dài suốt cuộc đời của một người khi họ vẫn còn thừa cân, bắt đầu từ khi còn nhỏ và kéo dài đến tuổi trưởng thành.

## Phân biệt đối xử về cân nặng
Sự phân biệt đối xử về cân nặng xuất hiện ở nhiều bối cảnh bao gồm chăm sóc sức khỏe, giáo dục, các tình huống giao tiếp, nhiều hình thức truyền thông và phương tiện truyền thông khác nhau, cũng như ở nhiều cấp độ công việc khác nhau.

## Hệ quả sức khỏe liên quan đến phân biệt đối xử về cân nặng
Sự kỳ thị đối với béo phì có liên quan đến việc tăng nguy cơ béo phì, tăng tỷ lệ tử vong và bệnh tật. Nói chung, việc trải qua sự kỳ thị về cân nặng có liên quan đến sự đau khổ về mặt tâm lý. Có nhiều tác động tiêu cực liên quan đến định kiến xã hội đối với béo phì, nổi bật nhất là định kiến này không hiệu quả trong việc điều trị béo phì và dẫn đến các vấn đề về hình ảnh cơ thể một cách lâu dài, rối loạn ăn uống, tự tử và trầm cảm.